# لوكاس بارودي
لوكاس بارودي (بالإسبانية: Lucas Parodi)‏ هو لاعب كرة قدم أرجنتيني في مركز الدفاع، ولد في 30 نوفمبر 1990 في قرطبة في الأرجنتين. لعب مع نادي أتليتيكو بيلغرانو.

## وصلات خارجية
- لوكاس بارودي على موقع قاعدة بيانات كرة القدم.إي يو (الإنجليزية)
- لوكاس بارودي على موقع Soccerway.com (الإنجليزية)
- لوكاس بارودي على موقع عالم كرة القدم.نت (الإنجليزية)